# Piers Plowman

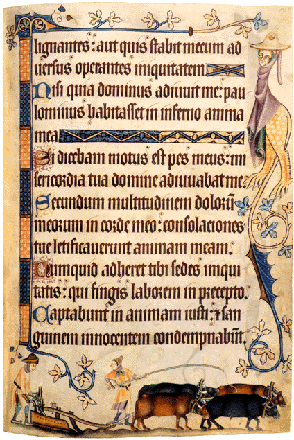
Pagina uit het 14e-eeuwse Luttrell Psalter, met drôleries in de rechter marge en de afbeelding van een ploeger onderaan.

Piers Plowman (geschreven ca. 1360-1387) of Visio Willelmi de Petro Plowman (Williams Visie op Piers de Ploeger) is de titel van een Middelengels allegorisch droomvisioen van William Langland. Het gedicht is geschreven in allitererende blanke verzen, verdeeld in "passus" (Latijn voor "stappen"). Piers Plowman wordt door veel critici beschouwd als een van de eerste grote werken van de Engelse literatuur, samen met The Canterbury Tales van Geoffrey Chaucer en Sir Gawain and the Green Knight, beide uit de middeleeuwen.
Langland herzag zijn werk verschillende keren, wat er ook toe bijdroeg dat we nu over 52 manuscripten van Piers Plowman beschikken. Van het gedicht bestaan ten minste drie, en mogelijk vier versies: 
1. "A", Piers Plowman in zijn korte vroege vorm, dateert uit de jaren 1360;
2. "B", een belangrijke herziening en uitbreiding van A in de late jaren 1370;
3. "C", (1380), een minder 'literaire' versie dan B, blijkbaar bedoeld om leerstellige problemen te verduidelijken;
4. "Z", een veronderstelde versie die vragen doet rijzen over de datering voor A, B en C.

Het volgende fragment, uit de B-tekst, met de eerste versregels van het gedicht speelt zich af in de Malvern Hills in Worcestershire waar de auteur waarschijnlijk ook woonde. Let op alliteraties zoals somer/season/soft/sonne:
In a somer seson, whan soft was the sonne,
(In de zomer, toen de zon zacht scheen,)
I shope me in shroudes as I a shepe were
(Trok ik kleren aan alsof ik een herder was)
In habite as an hermite unholy of workes
(In de kledij van een kluizenaar, niet heilig in gedrag)
Went wyde in this world wondres to here.
(Trok ik de wijde wereld in, om over wonderen te horen.)
Het gedicht volgt de conventie van het droomvisioen, waarbij de spreker van het gedicht in zijn slaap 'wakker wordt' en droomt van een andere wereld. De dromer in Piers Plowman ligt neer aan de kant van een klaterend beekje, leunt voorover om in het water te kijken en doezelt weg door het vrolijke (merye) geluid:
And as I lay and lened and loked in the wateres
(En terwijl ik liggend voorover boog en in het water keek)
I slombred in a slepyng, it sweyed so merye.
(Viel ik in slaap, want het klonk zo vrolijk.)
Dan droomt hij dat de wereld een mooi veld is vol mensen, gelegen tussen de Toren van de Waarheid en de Kerker van de Hel. Een van de werkers op dat veld is Piers de Ploeger. Langland vertelt vervolgens het verhaal over Piers' pelgrimstocht. Het is een didactisch bedoelde allegorie waarbij de dromer verondersteld wordt lering te trekken uit de verschillende visioenen die hij ziet. 